# Marcgravia coriacea
Marcgravia coriacea là một loài thực vật có hoa trong họ Marcgraviaceae. Loài này được Vahl mô tả khoa học đầu tiên năm 1798.

## Hình ảnh

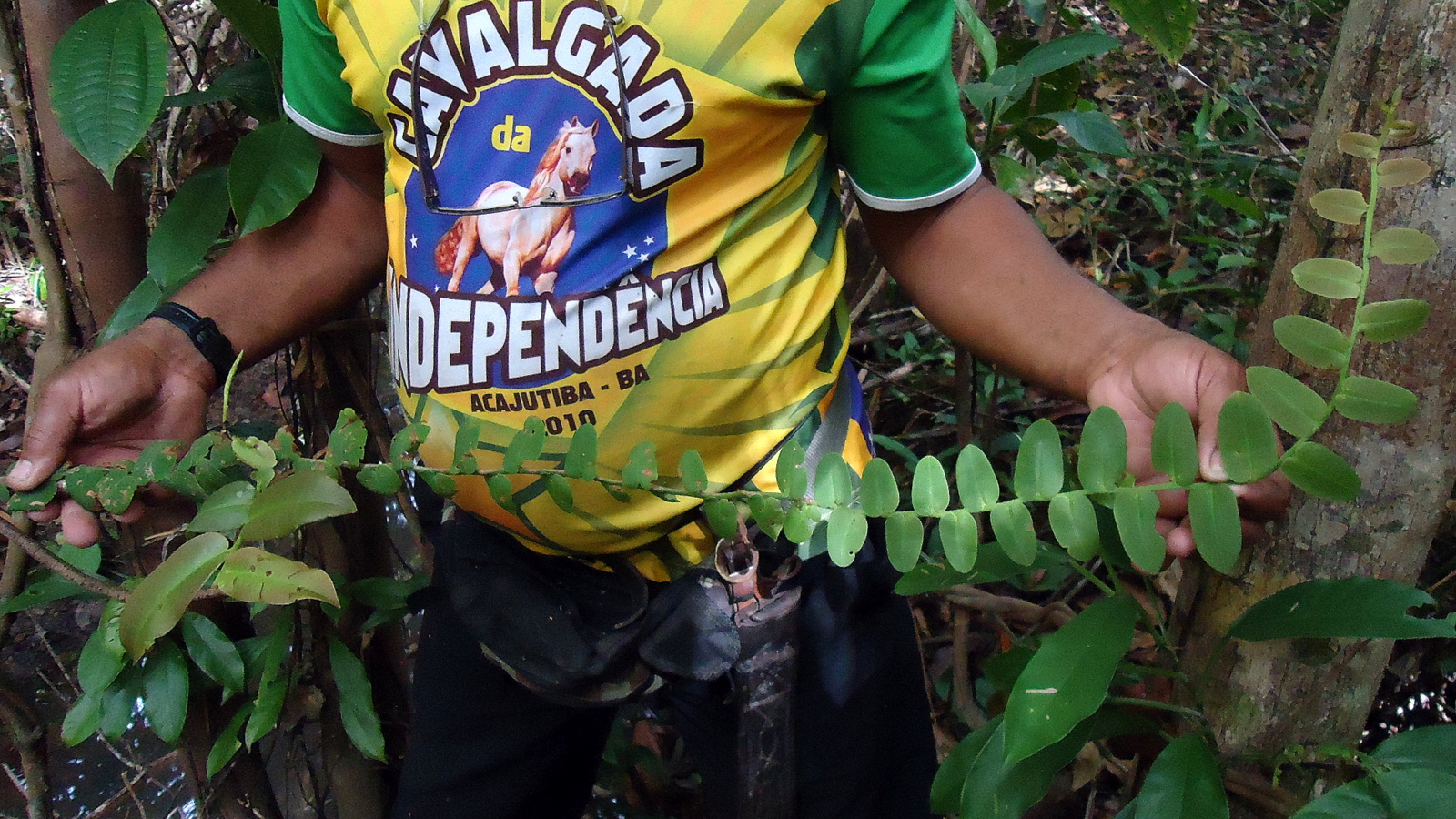
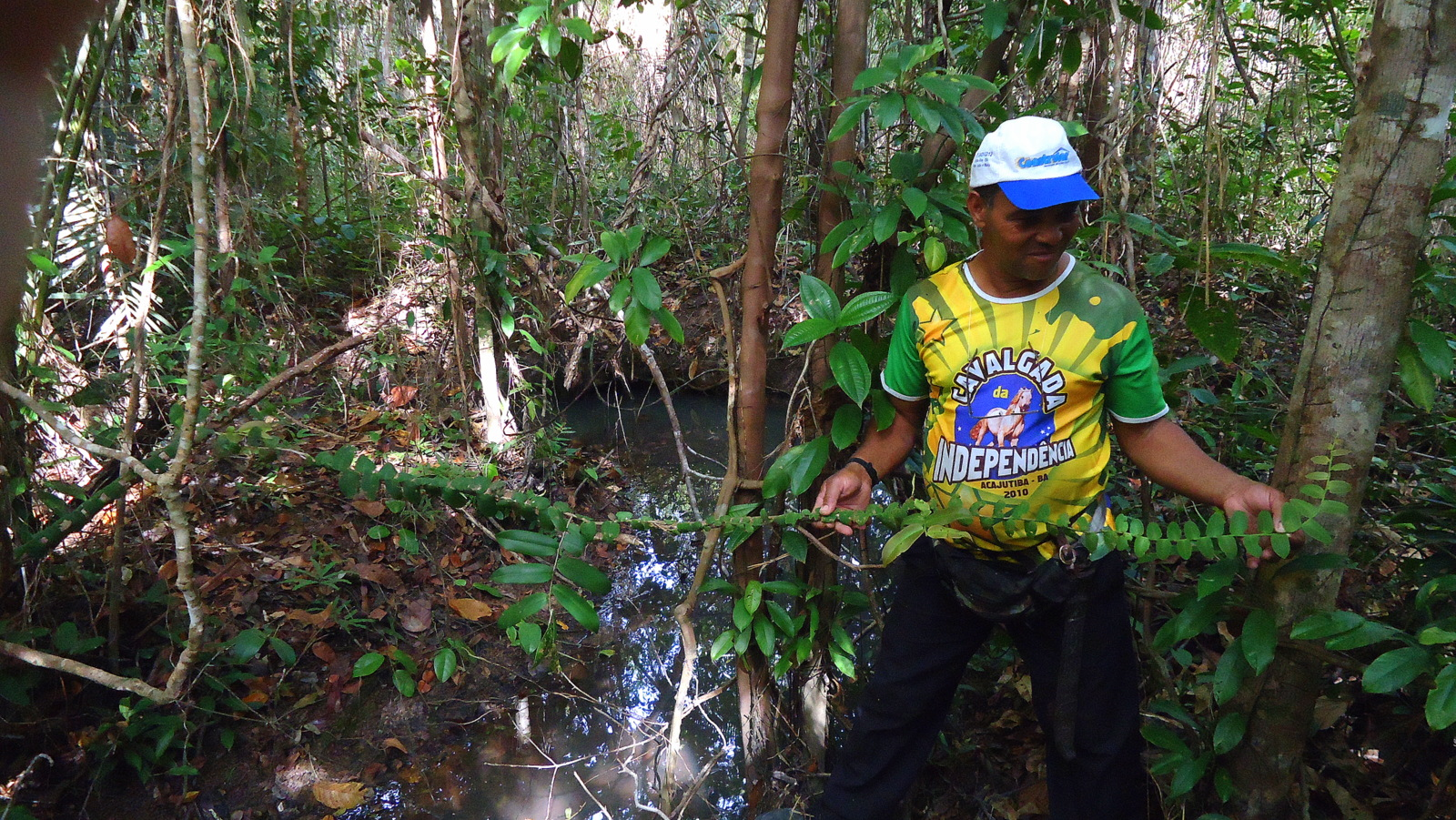
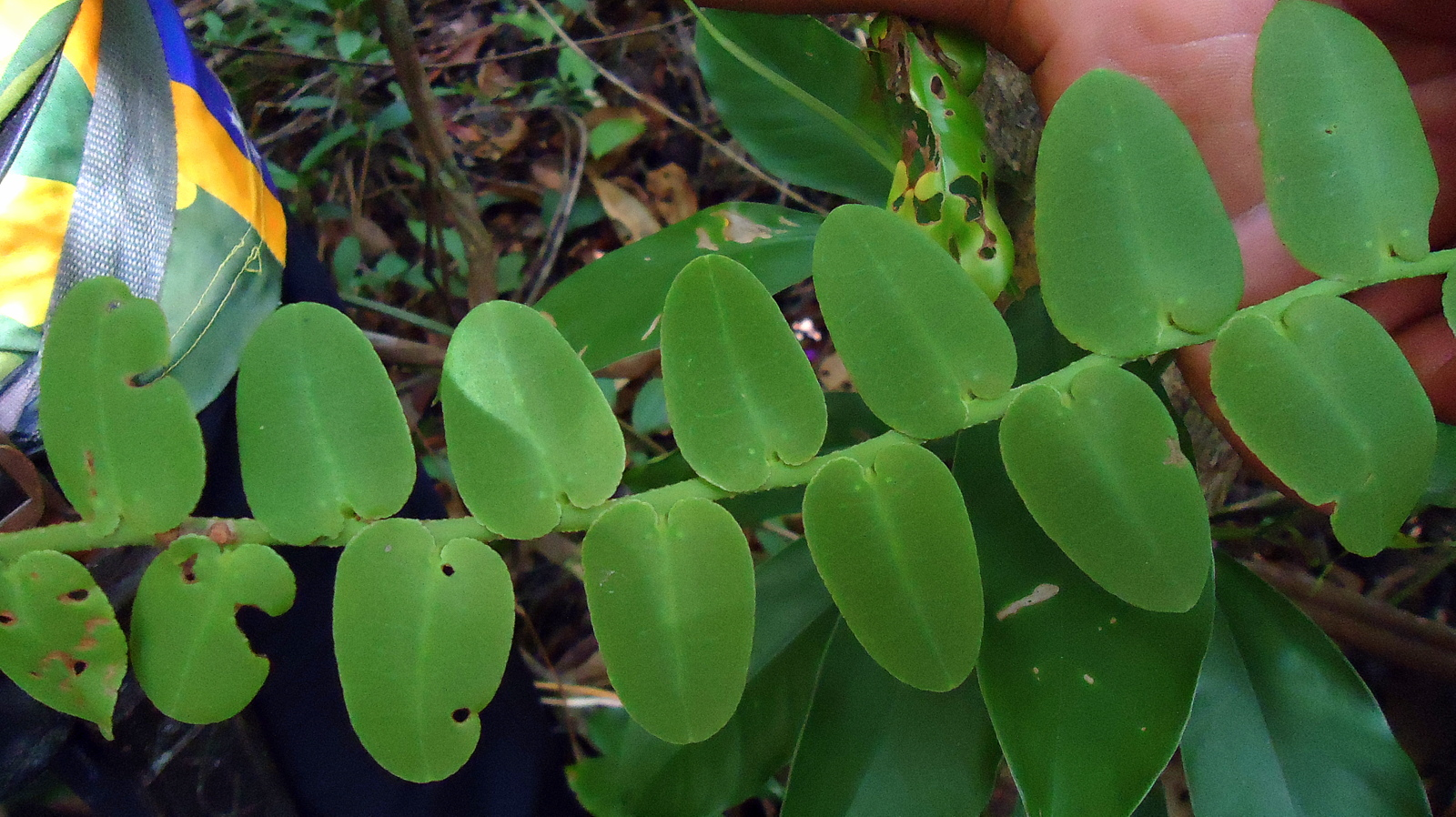
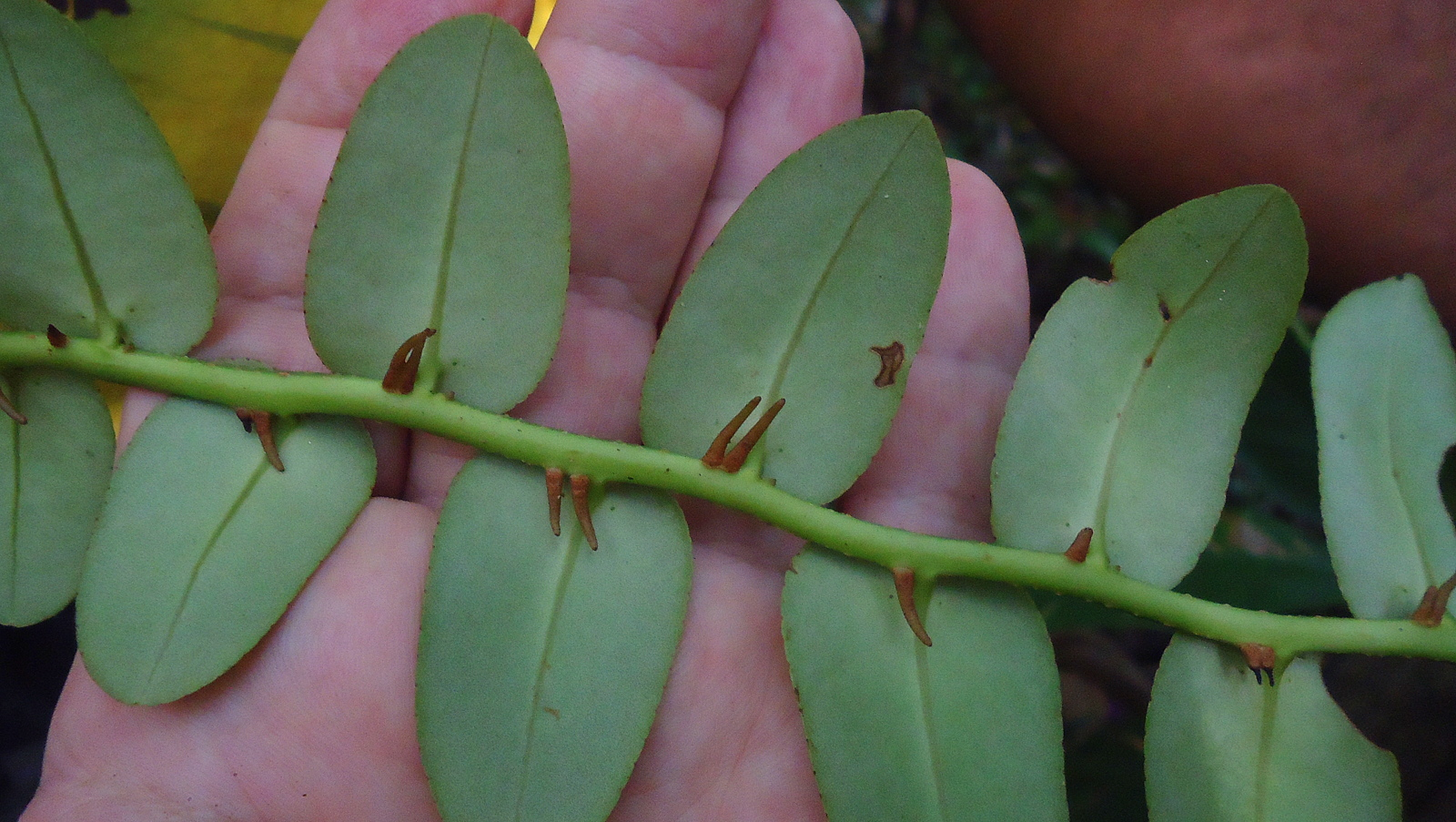